# Kuchenka mikrofalowa

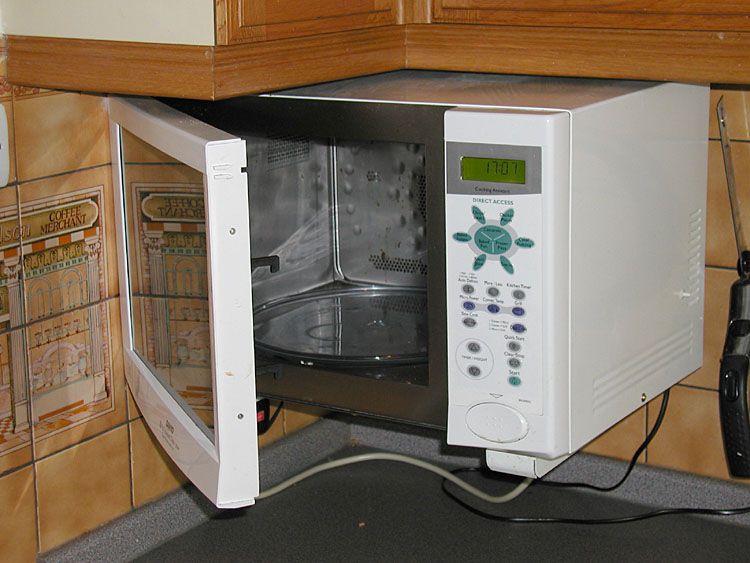
Kuchenka mikrofalowa w kuchni pod szafką

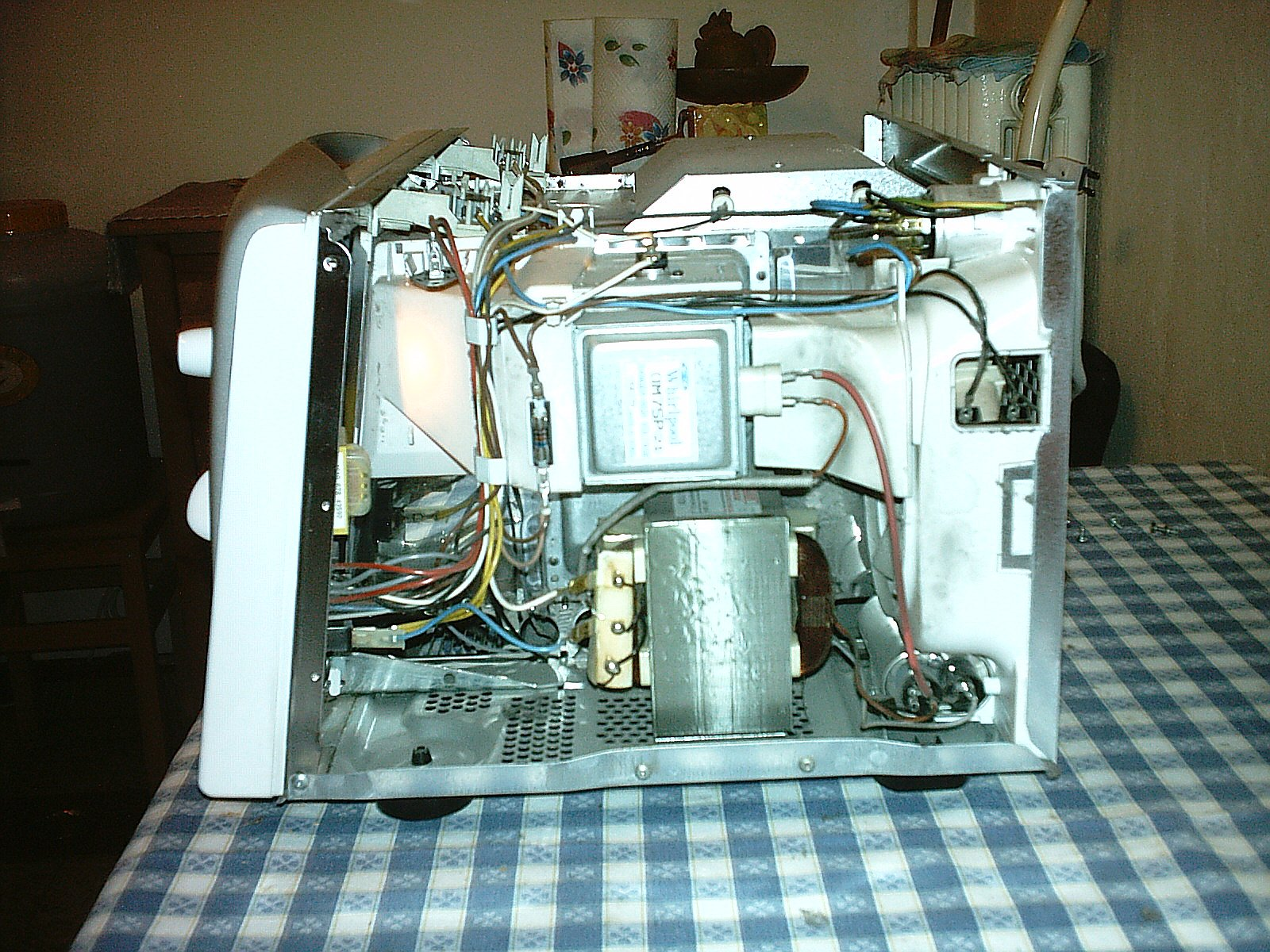
Widok kuchenki mikrofalowej ze zdemontowaną pokrywą

Kuchenka mikrofalowa, mikrofalówka, potocznie mikrofala – urządzenie kuchenne służące do ogrzewania przedmiotów znajdujących się w jej wnętrzu poprzez poddanie ich działaniu mikrofal. Za wynalazcę kuchenki mikrofalowej uważa się Percy’ego Spencera. Pierwszą komercyjnie dostępną kuchenką mikrofalową była wyprodukowana w 1947 Radarange.

## Zasada działania
Kuchenka mikrofalowa nagrzewa potrawy będące dielektrykiem, którego cząsteczki są dipolami w wyniku strat dielektrycznych wywołanych mikrofalami. Dipolami są cząsteczki wody i w mniejszym stopniu tłuszczów oraz wielu innych substancji zawartych w żywności, ale nie ceramiki i wielu tworzyw sztucznych, które nie podlegają takiemu nagrzewaniu. W polu elektrycznym na dipol działa para sił elektrycznych dążąca do ustawienia dipolu wzdłuż pola elektrycznego poprzez obrócenie go.
W zmiennym polu elektrycznym o częstotliwości mikrofal, energia fal zwiększa prędkość i energię obrotową dipoli, głównie cząsteczek wody. Obracające się szybciej cząsteczki kolidują z pobliskimi cząsteczkami niebędącymi dipolami przyspieszając ich obroty, wibracje lub inne ruchy bezładne, tj. przekazując im część własnej energii termicznej. Pochłonięta energia (ciepło) będzie stopniowo rozprzestrzeniać się w żywności, podobnie jak przez kontakt z cieplejszym ciałem. Nagrzewanie mikrofalami różni się od nagrzewania przez kontakt tylko tym, że ciepło wydziela się w warstwie powierzchniowej o grubości kilku centymetrów podgrzewanego ciała, a nie na jego powierzchni lub powierzchni naczynia, dzięki temu można szybciej nagrzać potrawę. Energia mikrofal jest na tyle mała, że nie zmieniają one struktury substancji w żywności.
Zjawisko to odkrył przypadkowo amerykański inżynier Percy Spencer podczas badań nad wytwarzaniem fal elektromagnetycznych stosowanych w urządzeniach radarowych (częstość 1–40 GHz). Dzięki temu odkryciu w 1947 wprowadzono na rynek pierwsze kuchenki. Pierwsza kuchenka mikrofalowa nazywała się Radar Range i była dużych rozmiarów (1,65 m wysokości) oraz miała dużą masę (338 kg).
Metalowa komora mikrofalówki wraz z siatką wbudowaną w szybę drzwiczek stanowią istotne elementy konstrukcyjne zaprojektowane tak, by odbijać mikrofale do wewnątrz kuchenki i nie dopuszczać do ich emisji na zewnątrz. Oczka siatki muszą być małe, znacznie mniejsze od długości fali (ok. 12,2 cm). W mechanizmie zamka drzwiczek znajduje się wyłącznik mający za zadanie odciąć zasilanie magnetronu w przypadku ich otwarcia, zanim mogłoby dojść do przypadkowych oparzeń wywołanych nieszczelnością ekranowania podczas otwierania i zamykania drzwiczek.

## Dobór częstotliwości mikrofal
Płynna woda z powodu bardzo silnego tłumienia drgań nie ma wyraźnego maksimum rezonansowego, lecz pochłania silnie fale elektromagnetyczne w dość szerokim zakresie częstotliwości mikrofalowych. Częstotliwość mikrofal kuchenki musi mieścić się w tym zakresie i jest wynikiem kompromisu pomiędzy dostępnymi częstotliwościami w paśmie ISM (Industrial, Scientific, and Medical band) a głębokością wnikania fal (która jest odwrotnie proporcjonalna do stopnia ich pochłaniania). Przy częstotliwości 2,45 GHz cząsteczki wody drgają na tyle szybko, by zapewnić dobre pochłanianie, a tym samym i szybkie ogrzewanie potrawy, lecz mikrofale wnikają w głąb tylko na około 2,5 cm (w zależności od zawartości wody w ogrzewanym produkcie). Przy mniejszych częstotliwościach fale wnikałyby głębiej, lecz przenikałyby przez cienkie struktury – tym samym ogrzanie potrawy mogłoby trwać dłużej.

## Rodzaj nagrzewanych substancji
Transfer energii z fal elektromagnetycznych do materiału podgrzewanego jest efektywny wówczas, gdy materiał ogrzewany zawiera wodę, także w postaci związanej, lub gdy inne jego cząsteczki chemiczne mają częstość drgań lub obrotów leżącą w zakresie emitowanych mikrofal. Własność tę mają praktycznie wszystkie potrawy, które wymagają podgrzania w kuchni. Metalowe części odbijają mikrofale i nie nagrzewają się istotnie, jednak gdy w kuchence nie ma ciał pochłaniających energię mikrofal, w wyniku wielokrotnych odbić natężenie prądów wirowych w metalowej obudowie kuchenki jest tak duże, że nagrzewa nawet metalową obudowę. Większość ceramik, szkło i tworzywa sztuczne są przezroczyste dla mikrofal, dlatego słabo nagrzewają się w kuchenkach mikrofalowych.

## Bezpieczeństwo użytkowania

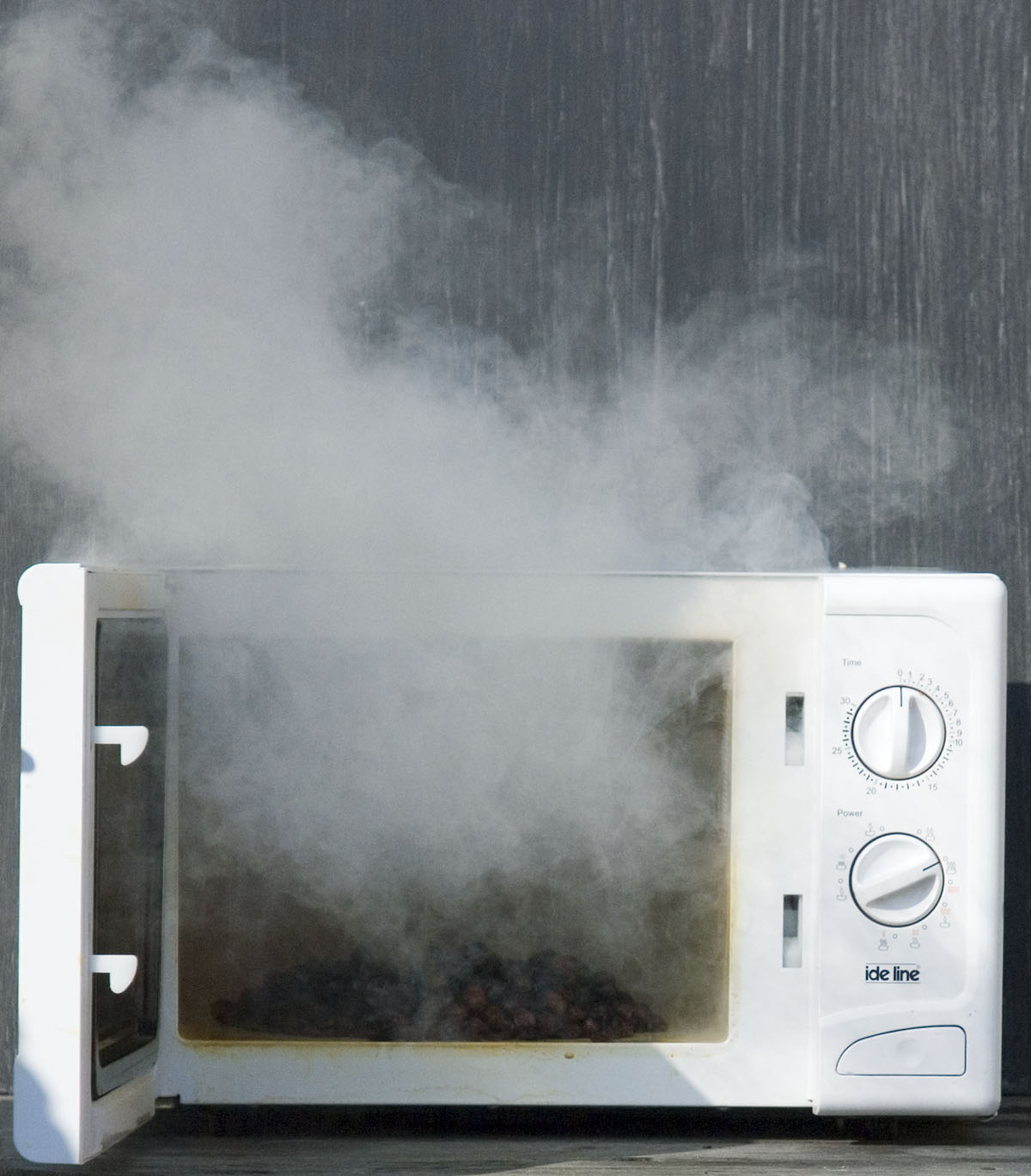
Nadmierne ogrzewanie może powodować spalenie

Do kuchenek nie mogą być wkładane przedmioty metalowe (z wyjątkiem jednolitych talerzy i tacek). Mikrofale nie przenikają przez metal, w substancjach przewodzących prąd elektryczny wywołują prądy wirowe występujące tylko w warstwie powierzchniowej w wyniku zjawiska naskórkowości, przez co dochodzi do silnego nagrzewania cienkich warstw przewodzących prąd elektryczny, a nawet iskrzenia w miejscu, gdzie metal jest cienki (np. złocenia ceramiki), oraz w miejscach słabego styku dwóch kawałków metalu, a także na ostrych krawędziach. Silne nagrzewanie się elementów metalowych i iskrzenie może wywołać zapłon podgrzewanych produktów. Potrawy w naczyniach metalowych (a także zawinięte w folie aluminiowe), poprzez właściwości ekranujące, nie są nagrzewane bezpośrednio przez mikrofale.
Czasem zdarza się, że czysta woda podgrzewana mikrofalami w nieporysowanym naczyniu osiągnie temperaturę wyższą od temperatury wrzenia, przechodząc niepostrzeżenie w stan cieczy przegrzanej. Nie różni się wtedy wyglądem od wody o temperaturze niższej niż temperatura wrzenia (nie szumi, nie pojawiają się pęcherzyki gazu). Jest to niebezpieczne, gdyż wrzenie może być bardzo łatwo zainicjowane przez wstrząśnięcie naczynia lub dodanie zarodków wrzenia (np. przez wsypanie herbaty) i powoduje gwałtowne powstanie dużych ilości pary. Para ta, uwalniając się gwałtownie z naczynia (przypomina to niekiedy eksplozję), rozpryskuje znaczne ilości wrzątku wokoło, co grozi poważnymi oparzeniami, najczęściej rąk i twarzy.
Nie należy ogrzewać w kuchence mikrofalowej zamkniętych pojemników (np. słoików, butelek, pudełek z zatrzaskiwanymi wiekami), a także jajek w skorupkach. Parowanie lub nawet wrzenie w trakcie podgrzewania zwiększa ciśnienie w naczyniu, co może doprowadzić do rozerwania go, a przy tym zanieczyszczenia lub zniszczenia kuchenki. Zamknięte puszki, mimo że nie przepuszczają mikrofal do wnętrza, mogą się jednak ogrzewać od innych przedmiotów lub prądów wirowych.

## Zmiany w strukturze chemicznej żywności i straty składników odżywczych
Podczas ogrzewania mikrofalowego żywności dochodzi do szeregu zmian w składnikach odżywczych, m.in.: faza tworzenia rodników podczas przemian kwasów tłuszczowych przebiega szybciej niż podczas tradycyjnej obróbki termicznej, zmiany struktur cząsteczek białek i cukrów mają charakter nietypowy, dochodzi do aktywacji niektórych enzymów, jak również do deformacji struktur skrobi podczas jej przekształcania w formę rozpuszczalną oraz do wyraźnej zmiany konfiguracji aminokwasów z lewoskrętnej charakterystycznej dla przyrody na prawoskrętną, czyli następuje racemizacja aminokwasów o konfiguracji L na aminokwasy o konfiguracji D (np. L-seryny na D-serynę, L-proliny na D-prolinę), co powoduje osłabienie strawności białek oraz zmniejszenie ich wartość odżywczej.
Gotowanie przy użyciu kuchni mikrofalowej warzyw krzyżowych, na przykład brokułów, powoduje znaczny spadek flawonoidów oraz pochodnych kwasu hydrocynamonowego: 97% flawonoidów, 74% pochodnych kwasu synapowego, 87% pochodnych kwasu kawoilochinowego zwanego kwasem chlorogenowym.
Podczas ogrzewania surowego mięsa wołowego, wieprzowego oraz mleka następuje znaczący spadek poziomu witaminy B12 rzędu 30–40% i dochodzi do konwersji (zmiany) witaminy B12 do jej biologicznie nieaktywnych produktów, a tylko biologicznie czynna forma holotranskobalamina spełnia swoje funkcje w organizmie.

## Mity dotyczące kuchenek mikrofalowych
Funkcjonują opinie o szkodliwości pożywienia przy korzystaniu z kuchenki mikrofalowej. Przeprowadzone badania reakcji chemicznych w substancjach ogrzewanych promieniowaniem mikrofalowym pokazały, że niekiedy zachodzą one szybciej niż przy tradycyjnym ogrzewaniu do takiej samej temperatury. Częściowo może to być spowodowane różnicami w zdolności do absorpcji promieniowania mikrofalowego przez różne substancje, częściowo też przez fakt, że niejednorodności ogrzewanych ciał zmieniają bieg fal, działając podobnie jak soczewka, wskutek czego miejscami tworzą się tzw. „gorące punkty” (ang. Hot spot; efekt ten jest niwelowany przez obrót talerza, na którym umieszcza się potrawę). Różnice odpowiadają kilkudziesięciu stopniom Celsjusza, co przy przyrządzaniu „mokrych” potraw i tak nie daje temperatury wyższej niż np. przy tradycyjnym smażeniu. Energia mikrofal jest zbyt mała, by dokonywać zmian w budowie chemicznej substancji takich, jakie występują przy wystawieniu na promieniowanie rentgenowskie lub gamma.
Mikrofalówki jednak przejawiają swoją szkodliwość w znacznej wygodzie przygotowania posiłków. Zazwyczaj stają się one podstawą tak zwanej kuchni „szybkich” potraw, przygotowywanych i pakowanych fabrycznie, które wystarczy tylko podgrzać i spożyć. Potrawy przygotowane w ten sposób cechują się dużym stopniem przetworzenia, dużą zawartością soli kuchennej i tłuszczów oraz znaczną ilością sztucznych dodatków (konserwantów, stabilizatorów, sztucznych barwników i innych substancji wzbogacających wizualnie i smakowo potrawy). Tak przygotowana żywność jest uznawana za mało zdrową, a więc „szkodliwą”.
Innym niebezpieczeństwem jest krótki czas obróbki termicznej, co może powodować, że formy przetrwalnikowe pasożytów lub mikroorganizmy nie zostaną zabite, jak ma to miejsce przy tradycyjnym gotowaniu i pieczeniu.

## Kulinaria
- Aby potrawy przygotowywane lub podgrzewane w kuchence mikrofalowej były możliwie najbardziej smaczne i podobne do przyrządzanych metodą tradycyjną, zaleca się korzystanie z kuchenki przy minimalnej możliwej mocy i maksymalnie długim czasie nagrzewania. Powoduje to jednak utratę podstawowej zalety urządzenia – możliwości bardzo szybkiego podgrzania produktów.
- Źle w kuchence mikrofalowej podgrzewają się produkty z ciasta (pierogi, naleśniki, kluski). Ciasto przybiera formę gumy, występują naprzemiennie obszary prawie zimne i bardzo silnie podgrzane (nawet ponad 100 °C).